# کالابریا
کالابریا (به ایتالیایی: Calabria) ناحیه‌ای در جنوب ایتالیا و به مرکزیت شهر کاتانزارو است. دیگر شهرهای عمده آن رجو کالابریا و کوزنتسا هستند. 
این ناحیه با نزدیک به ۲ میلیون نفر جمعیت و ۱۵,۰۰۰ کیلومتر مربع مساحت، در نقطه اتصال شبه‌جزیره ایتالیا به سیسیل قرار دارد.
این ناحیه از پنج استان کاتانزارو، کوزنتسا، کروتون، رجو دی کالابریا و ویبو والنتسیا تشکیل شده‌است.

## پیشینه
کالابریا پیش از برآمدن امپراتوری روم، از مراکز مهم تمدن یونان باستان بود. فیثاغورس، ریاضی‌دان و فیلسوف یونانی، از اهالی کالابریا بود و تندیس‌های معروف یونانی موسوم به تندیس‌های مفرغی ریاچه نیز در این ناحیه کشف شده‌اند. این تندیس‌ها در موزه رجیو کالابریو نگهداری می‌شوند. کالابریا سال‌های طولانی، بخشی از امپراتوری روم بود و پس از آن تحت سیطره امپراتوری بیزانس (امپراتوری روم شرقی) درآمد و با سقوط بیزانس، جزئی از قلمرو نورمن‌ها شد. نرمن‌ها پادشاهی ناپل را تشکیل دادند که به اشکال مختلف بر کالابریا نیز فرمان می‌راند. این رویه، تا زمان وحدت ایتالیا ادامه داشت. در دوران نورمن‌ها کالابریا ناحیه‌ای فقیر و ستم‌کشیده بود. در جریان یکپارچگی ایتالیا، نبرد معروف ریسورجیمنتو (یکی شدن ایتالیا) که طی آن جوزپه گاریبالدی زخمی شد، در منطقه کوهستانی آسپومونته در مرکز کالابریا رخ داد.

## وضعیت کنونی
زیتون، پیاز و برگاموت(گونه ای از مرکبات) مهم‌ترین محصولات کشاورزی این ناحیه هستند.
مهم‌ترین جاذبه‌ گردشگری این ناحیه سواحل مدیترانه است که گردشگران بسیار زیادی را به خود جلب می‌کند.